# Gregorius VI
Gregorius VI, född Johannes Gratianus, född i Rom, död 1048 i Köln, var påve från den 1 maj 1045 tills han abdikerade den 20 december 1046.

## Biografi
Johannes Gratianus var ärkepräst av San Giovanni a Porta Latina och påve Benedictus IX:s gudfar. Påven var ung och ville gifta sig, och rådfrågade sin gudfar om detta kunde gå för sig. Gratianus köpte då pontifikatet från sin gudson, och uppsteg själv på Heliga stolen med namnet Gregorius, medan Benedictus lämnade Rom.
Gregorius upphöjelse till påve hyllades av bland andra Petrus Damianus, men i kyrkan fanns fler aspiranter till posten, och i övrigt stora svårigheter i och med ett utbrett rättsligt förfall. Till sin hjälp att återställa den civila och religiösa ordningen hade Gregorius Hildebrand, som senare skulle bli påve Gregorius VII. Många inflytelserika präster såg dock ingen annan utväg ur förfallet än att germanerna ingrep militärt och vände Gregorius ryggen, medan Henrik III ryckte fram mot Italien. Kejsaren och påven kom överens om att sammankalla till en synod i Sutri, den 20 december 1046. Vid synoden förklarades motpåven Sylvesters anspråk som påve ogiltiga. Vid samma synod anklagades Gregorius för simoni, vilket han erkände, och han avgick på begäran av biskoparna. Johannes Gratianus och Hildebrand följde Henrik III tillbaka Tyskland, där Gratianus snart avled.